# Drew McIntyre
Pour les articles homonymes, voir McIntyre et Galloway (homonymie).
Andrew McLean Galloway IV (né le 6 juin 1985 à Ayr) est un catcheur (lutteur professionnel) écossais. Il travaille à la World Wrestling Entertainment, dans la division SmackDown, sous le nom de Drew McIntyre.
Il est connu pour avoir déjà travaillé à la WWE sous ce même nom de 2007 à 2014.
Après avoir longtemps travaillé sur le circuit indépendant des îles Britanniques, Galloway part travailler en 2007 aux États-Unis, où il est engagé la même année par la WWE. Après un bref passage dans les émissions télévisés de la fédération, les dirigeants de la WWE l'envoient dans ses clubs-école, d'abord à l'Ohio Valley Wrestling puis en 2008 à la Florida Championship Wrestling où il remporte les championnats poids-lourds et par équipes, avant de revenir à la télévision en 2009 et de rapidement remporter le titre intercontinental puis les championnats par équipe de la WWE avec Cody Rhodes.
Après avoir quitté la WWE en 2014, il part travailler à la Total Nonstop Action Wrestling et sur le circuit indépendant sous le nom de Drew Galloway de 2014 à 2017 avant de revenir à la WWE en avril 2017.
Le 26 janvier 2020 au Royal Rumble, il remporte le Royal Rumble Match masculin et gagne sa place afin d'affronter Brock Lesnar pour le WWE Championship à WrestleMania 36, devenant ainsi le premier catcheur écossais (et britannique) à remporter ce match.
Le 5 avril à WrestleMania 36, il bat Brock Lesnar et devient pour la première fois Champion de la WWE, devenant ainsi (comme pour le Royal Rumble) le premier catcheur écossais (et britannique) à remporter ce titre.

## Carrière

### Circuits indépendants irlandais et anglais (2001-2007)

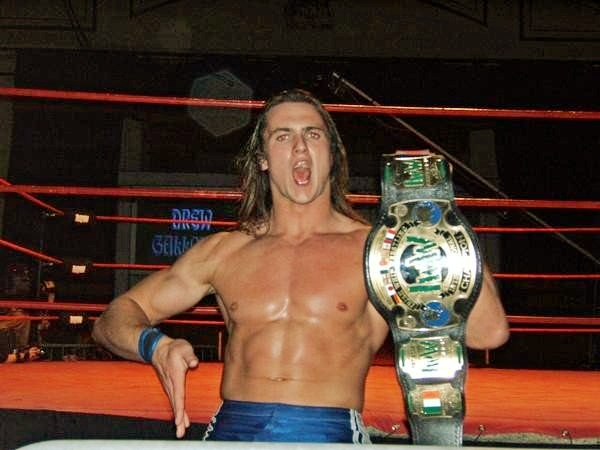
Drew Galloway en tant que champion de la IWW en 2006.

Galloway débute dans le catch à l'âge de 15 ans, à l'académie de la Frontier Wrestling Alliance, quand sa famille emménage dans le sud de l'Angleterre,.
Il fait ses débuts le 28 septembre 2002 dans un match par équipe.
Le 5 décembre 2003, il devient champion poids-lourds de la British Championship Wrestling et perd ce titre le jour même face à Stevie Knight.

### World Wrestling Entertainment (2007-2014)

#### Territoires de développement (2007-2009)

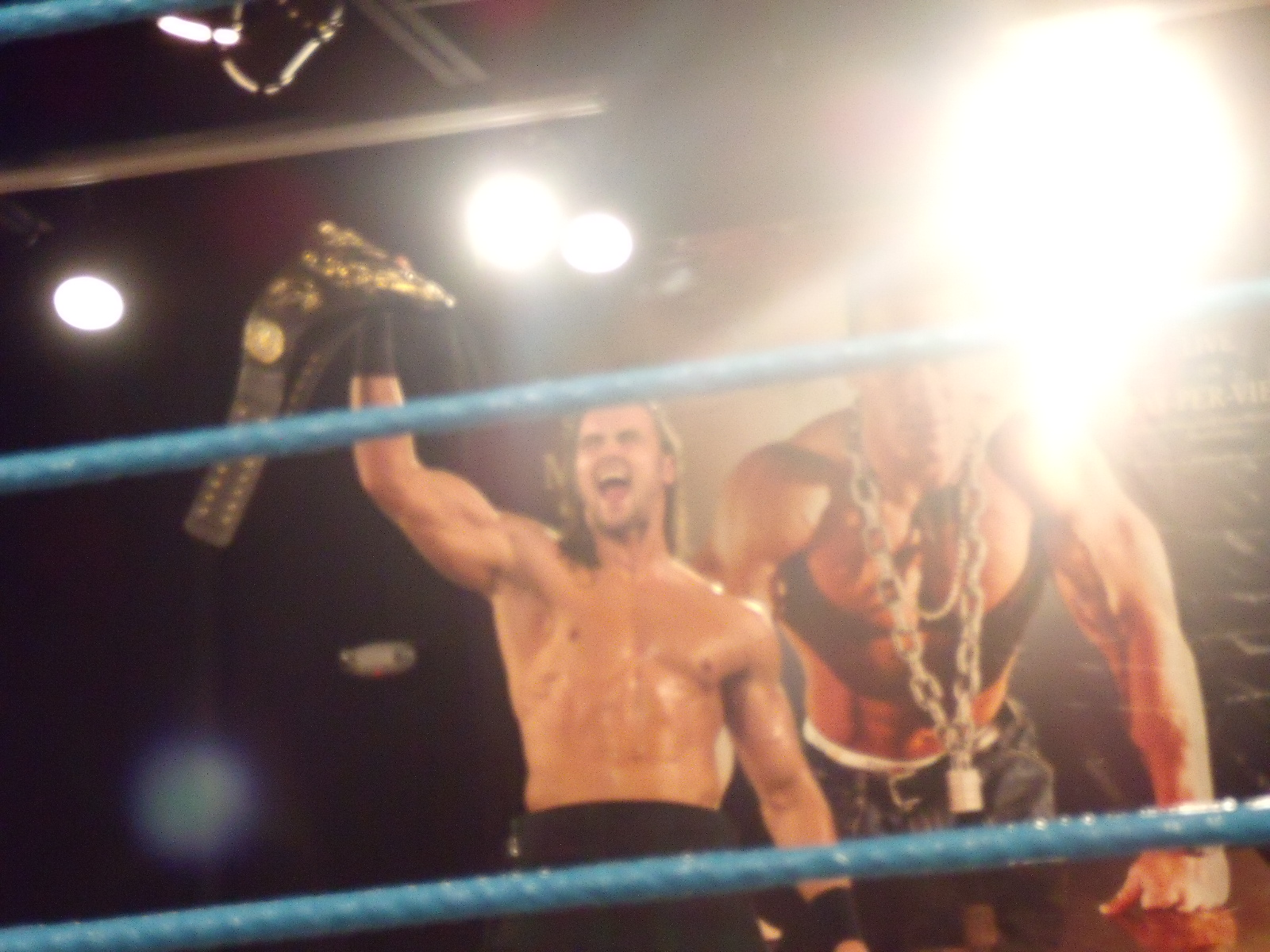
Drew McIntyre en tant que Champion poids-lourds de la FCW.

Galloway signe avec la World Wrestling Entertainment, qui l'envoie en formation à la Ohio Valley Wrestling (OVW) le 26 septembre 2007, où il bat Paul Burchill dans un Dark match. Il fait sa première apparition télé à la OVW TV le 3 octobre 2007, en battant Dirty Money.
Drew Galloway fait ses débuts officiels à la WWE le 12 octobre 2007 à SmackDown sous le nom de Drew McIntyre en battant Brett Major. En 2008, McIntyre passe à RAW. Il catche aussi dans le club-école de la WWE, la Florida Championship Wrestling (FCW).
Le 6 mai 2008, McIntyre et Stu Sanders, connu sous le nom de Wade Barrett, battent The Puerto Rican Nightmares (Eddie Colón et Eric Pérez) et remportent les ceintures FCW Florida Tag Team Championship. Ils les perdent deux mois plus tard, le 12 juillet, face à Joe Hennig et Gabe Tuft. Ils les regagnent le 15 juillet face aux mêmes adversaires, avant de les reperdre deux jours plus tard, le 17 juillet, face aux Puerto Rican Nightmares.
En mars 2009, il remporte le FCW Florida Heavyweight Championship, mais le perd en juin 2009 contre Tyler Reks.

#### Champion intercontinental (2009-2010)

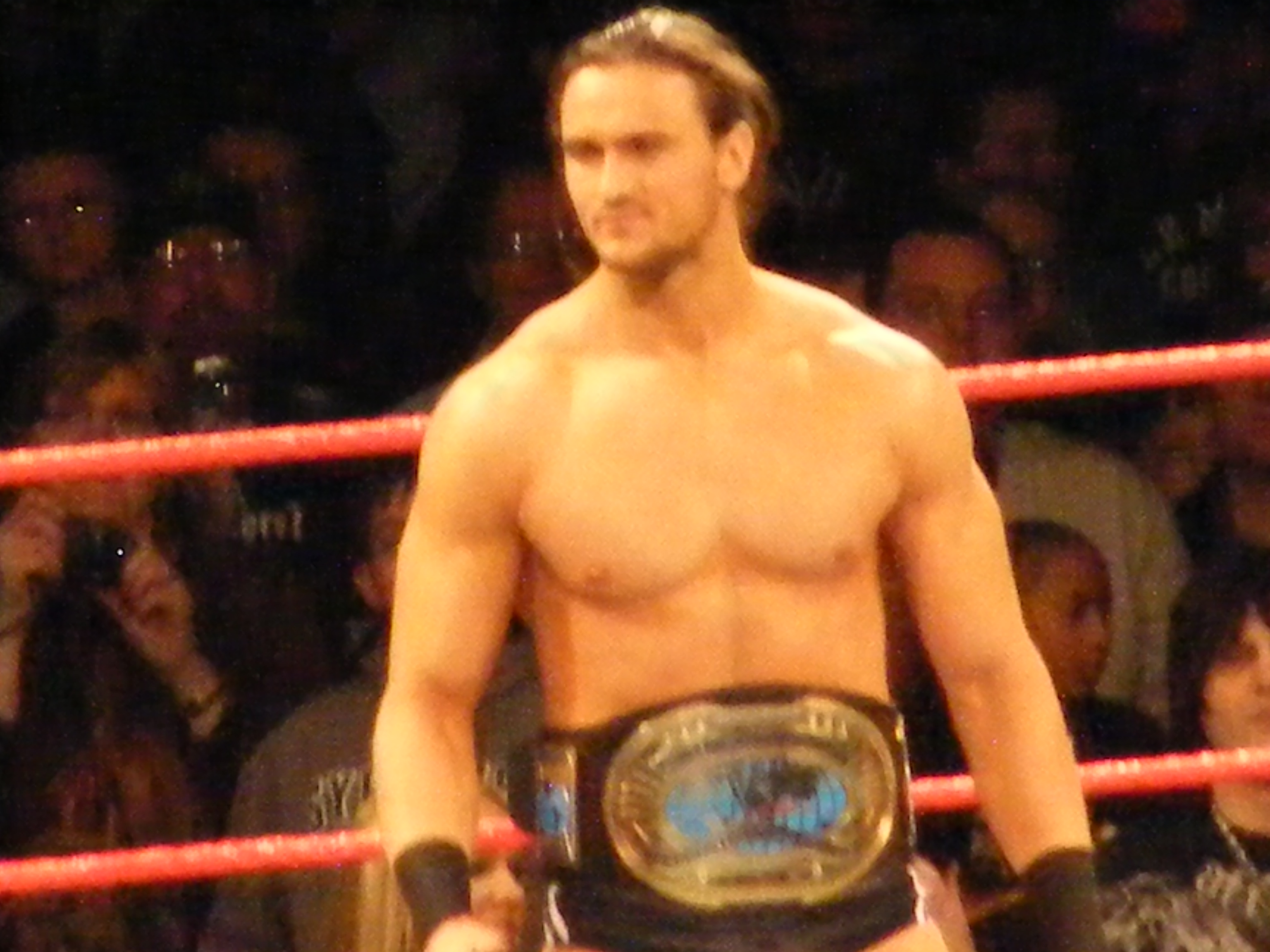
Drew McIntyre en décembre 2009 avec le WWE Intercontinental Championship.

Le 28 août 2009, il revient à SmackDown en tant que heel. Pour sa première apparition, il attaque R-Truth avant que leur match ne débute. Il entame ensuite une rivalité avec ce dernier qui se conclut à Hell in a Cell, où il remporte son premier match officiel.
Entre-temps, Vince McMahon le présente officiellement en le décrivant comme « The Chosen One » (« l'Élu »), celui qu'il a choisi et qu'il définit comme un futur Champion du Monde.
Le 22 novembre lors des Survivor Series, il gagne avec l'équipe de The Miz face à l'équipe de John Morrison. Il fait partie des « survivants » de son équipe avec le Miz et Sheamus.
Le 13 décembre à TLC, il remporte son premier titre à la WWE moins de quatre mois après son arrivée en s'emparant du WWE Intercontinental Championship en battant John Morrison.
Le 31 janvier 2010 au Royal Rumble, il participe au Royal Rumble match sans succès. Il entre en 9e position mais se fait éliminer par Shawn Michaels.
Le 21 février lors d'Elimination Chamber, il conserve son titre contre Kane.
Il perd face à The Undertaker lors du SmackDown du 19 mars, il devient alors le plus jeune catcheur de l'histoire à affronter le Phenom, à 24 ans et 9 mois.
Le 28 mars à WrestleMania XXVI, il ne remporte pas la mallette du Money in the Bank Ladder Match, gagnée par Jack Swagger.
Il entame ensuite une rivalité avec Matt Hardy, où lors du SmackDown du 7 mai, une énorme bagarre éclate entre les deux, il s'acharne sur Hardy et le General Manager de SmackDown Theodore Long décide alors de le renvoyer. Cependant, la semaine suivante, alors que Kofi Kingston vient de remporter le titre laissé vacant après son départ, McIntyre apparaît et donne à Long une lettre signée par Vince McMahon obligeant alors le General Manager à lui redonner le titre, il réintègre alors le show.

#### The Dashing Ones et Champion par équipe de la WWE (2010)
Il perd réellement le titre le 23 mai lors d'Over the Limit contre Kingston, qui le défend avec succès le mois suivant lors de 4-Way Finale.
Lors de Money in the Bank, il ne remporte pas la mallette, le vainqueur étant Kane.
Le 19 septembre lors de Night of Champions, lui et Cody Rhodes remportent un 5 Tag Team Turnoil Match pour remporter les WWE Tag Team Championship, qu'ils perdent le mois suivant face à The Nexus (David Otunga et John Cena) le 24 octobre lors de Bragging Rights. Leur alliance prend fin lors du SmackDown suivant, lors d'une dispute après une défaite face à Kofi Kingston et Big Show.
Lors de Survivor Series, il est dans l'équipe d'Alberto Del Rio qui perd contre celle de Rey Mysterio.

#### Diverses rivalités (2011-2012)

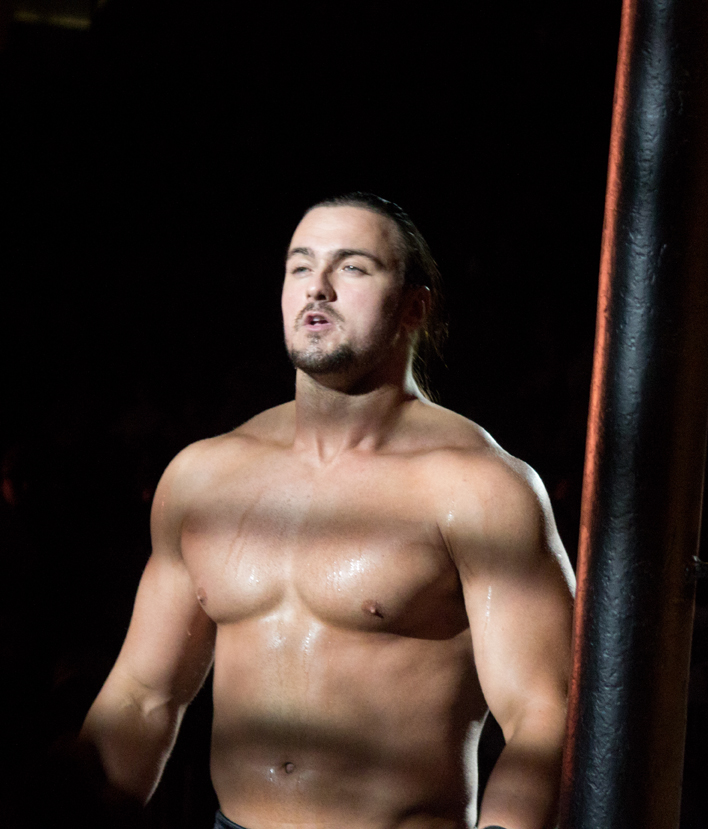
Drew McIntyre en 2012.

Le 30 janvier 2011 au Royal Rumble, il participe au Royal Rumble Match sans succès.
Lors d'Elimination Chamber, il perd au profit d'Edge dans un Elimination Chamber Match pour le World Heavyweight Championship, match qui comprenait aussi Rey Mysterio, Wade Barrett, Kane et Big Show.
En avril lors du Draft, McIntyre est drafté à RAW.
Le 22 mai lors d'Over the Limit, il perd face à Daniel Bryan lors du Dark Match.
Le 18 décembre lors de TLC, il gagne contre Alex Riley dans le Dark Match.
Le 30 décembre, il est transféré à SmackDown où il perd contre Ezekiel Jackson.
Le 29 janvier 2012 lors du Royal Rumble, il perd face à Brodus Clay dans un match n'ayant duré qu'une minute.
Le 1er avril à WrestleMania XXVIII, il est dans la Team Johnny qui bat la Team Teddy.
Le 20 mai, à Over the Limit, il perd au profit de Christian une Bataille royale pour devenir aspirant numéro un au titre Intercontinental ou au titre des États-Unis.
Lors du pré-show de Night of Champions, il perd dans un 16 Over the Top Rope battle royal, dont il est éliminé par le futur vainqueur Zack Ryder.

#### 3MB et départ (2012-2014)

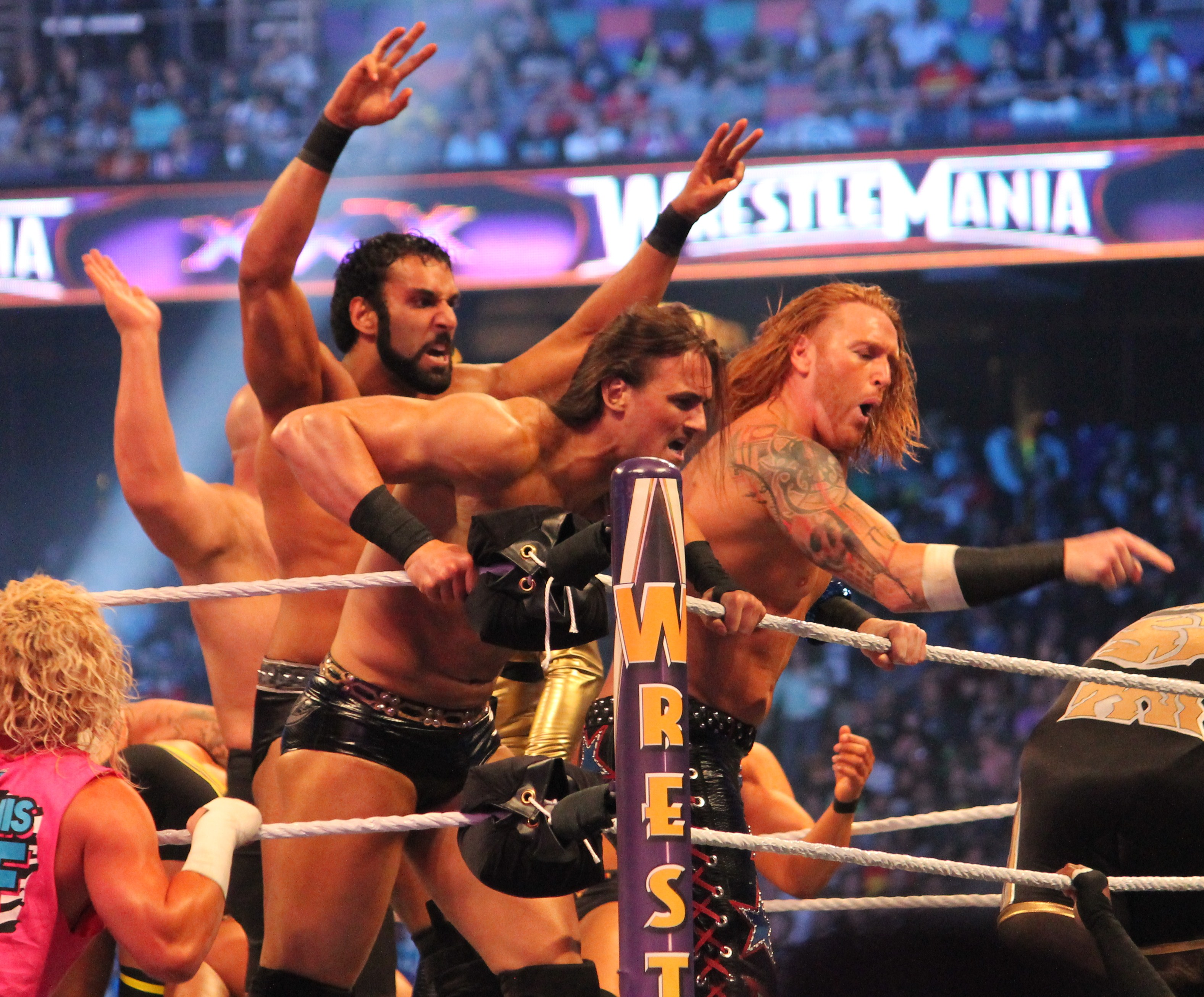
Drew McIntyre avec les 3MB.

Le 21 septembre à SmackDown, lui, ainsi que Jinder Mahal et Heath Slater attaquent Brodus Clay à la fin de son match contre Heath Slater, match qu'il avait remporté. Cette nouvelle alliance est alors nommée 3MB. Lors de TLC, il perd avec Heath Slater et Jinder Mahal contre Alberto Del Rio, Brooklyn Brawler et The Miz.
Durant les années 2013 et 2014, il est impliqué, avec les 3MB, dans diverses rivalités, où ils perdent la quasi-totalité de leur combat, et ce, jusqu'à son départ de la fédération le 12 juin 2014.

### Retour à l'Insane Championship Wrestling (2014-2017) et ICW Hall of Fame (2018)
À la suite de son départ de la WWE, il est retourné en Écosse où il est apparu notamment à l'Insane Championship Wrestling. Lors de Fear & Loathing VII, le 2 novembre 2014, il bat Jack Jester et remporte pour la deuxième fois le ICW Heavyweight Championship, qu'il perdra après plus d'un an de règne, le 15 novembre 2015 contre Grado.
Le 12 février 2018 à l'ICW, à Glasgow, Drew McIntyre  est intronisé au Hall of Fame de la fédération et déclare ensuite qu'il sera le premier Britannique et le premier Écossais à devenir champion de la WWE.

### Circuit indépendant (2014-2016)
Lors de « HOH VII », il perd contre Austin Aries.
Le 24 avril 2015, il bat Doug Williams et remporte le Scottish Heavyweight Championship de la Scottish Wrestling Alliance.
En mai 2015, il fait ses débuts à la Asistencia Asesoría y Administración ou il fait équipe avec Angélico et El Mesías contre Matt Hardy, Mr. Anderson et Johnny Mundo.
Le 29 août 2015 à PWG Battle Of Los Angeles 2015 - Tag 2, il fait ses débuts à la Pro Wrestling Guerrilla, mais perd face à Mike Bailey.

### EVOLVE (2014-2017)
Il fait son premier match depuis son départ de la WWE sous son véritable nom (Drew Galloway) à l'EVOLVE, une fédération de la Dragon Gate USA le 8 août 2014 où il remporte le Evolve Championship après sa victoire face à Chris Hero.
Par la suite, il remporte l'Open the Freedom Gate Championship face à Johnny Gargano.
Lors d'EVOLVE 45, il perd ses deux titres contre Timothy Thatcher.
En début d'année 2016, il s'allie avec Johnny Gargano et ensemble ils deviennent les tout premiers Evolve Tag Team Champions. Lors d'EVOLVE 59, ils perdent les titres contre Catch Point (Drew Gulak et Tracy Williams). Après le match, il se retourne contre Gargano.
Par la suite, Galloway s'allie avec Dustin et ils battent Catch Point (Drew Gulak et Tracy Williams) pour remporter les Evolve Tag Team Championship le 16 juillet 2016 lors d'EVOLVE 64, qu'ils perdront de nouveau contre Catch Point (Fred Yehi et Tracy Williams) lors d'EVOLVE 76, dans un match où Galloway a été remplacé par Chris Hero.

### Total Nonstop Action Wrestling (2015-2017)

#### Débuts et rivalité avec The BDC et Eli Drake (2015)

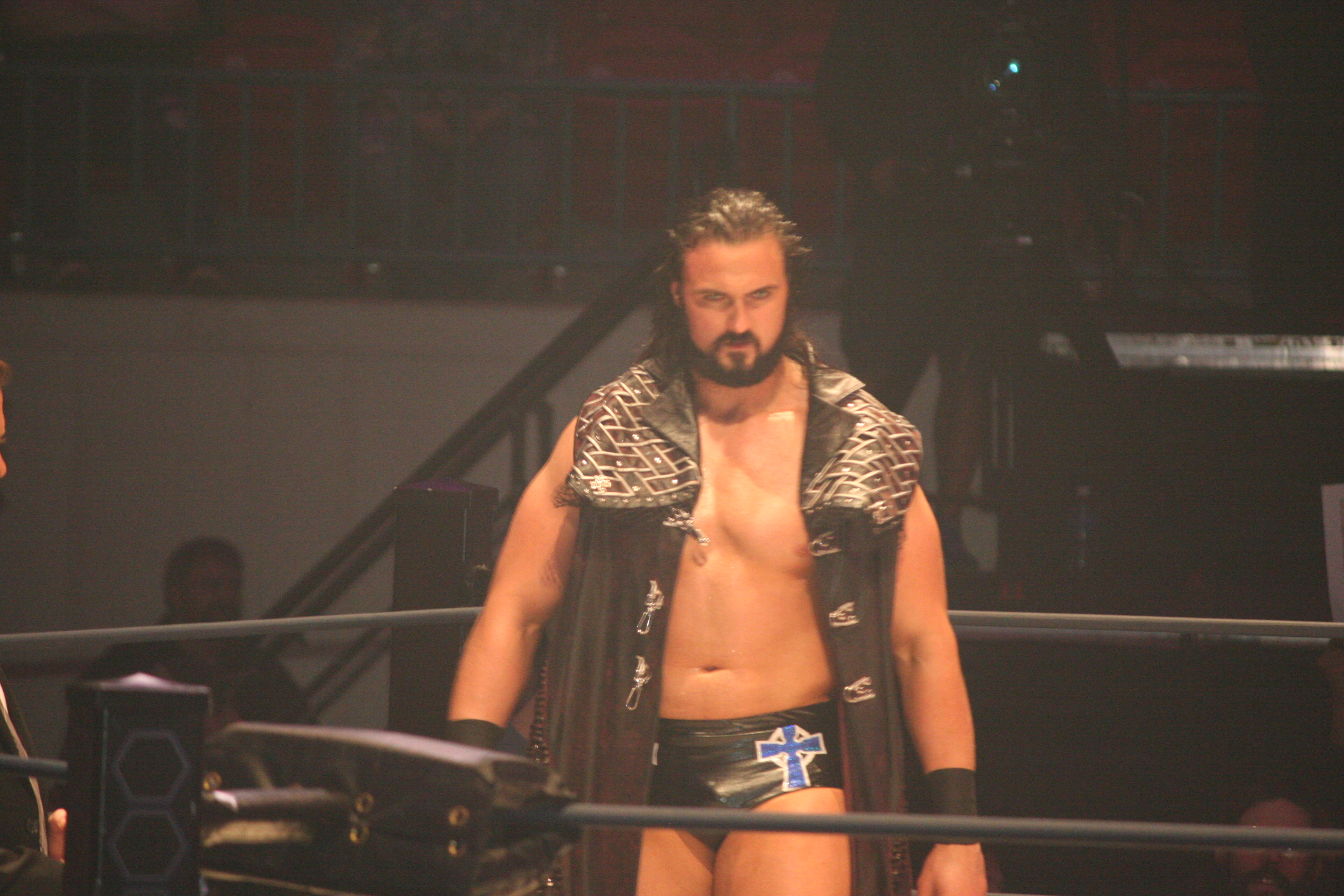
Drew Galloway en 2015.

Le 20 février 2015, il fait une apparition surprise en tant que face en attaquant le Beat Down Clan (BDC) et en faisant saignier derrière l'oreille Low Ki.
Lors de Slammiversary XIII, il perd contre Jeff Jarrett dans un King of the Mountain match qui comprend également Matt Hardy, Eric Young et Bobby Roode et ne remporte pas le TNA King Of The Mountain Championship.
The Rising perd contre The BDC dans un 4-on-3 Handicap match qui les force à se séparer[Quand ?].

#### Course au TNA World Heavyweight Championship, TNA World Heavyweight Champion et départ (2015-2017)
Le 4 octobre lors de Bound for Glory, il perd contre Matt Hardy un Triple Threat match qui incluait également Ethan Carter III et ne remporte pas le TNA World Heavyweight Championship.
Le 15 mars 2016, il encaisse sa Feast or Fired briefcase contre Matt Hardy et bat ce dernier pour remporter le TNA World Heavyweight Championship, qu'il perdra trois mois plus tard lors de Slammiversary XIV contre Lashley dans un Knockout Or Tapout Only Match.
Le 25 août, il perd contre Ethan Carter III dans un match pour déterminer l'adversaire de Lashley à Bound For Glory et après le match, il attaque l'arbitre spécial Aron Rex, effectuant un Heel Turn dans le processus.
Il participe ensuite au tournoi pour déterminer le premier Impact Grand Champion où il bat Braxton Sutter dans son match de premier tour et il bat ensuite Eddie Edwards en demi-finale pour affronter son rival Aron Rex à Bound for Glory (2016). Mais en raison d'une blessure, il est remplacé par Eddie Edwards.
Lors de l'impact Wrestling du 19 janvier 2017, il bat Moose et remporte le Impact Grand Championship. Au fil des semaines, il conserve son titre contre Moose, Rob Ryzin et Mahabali Shera, mais il finit par le perdre contre Moose.
Le 26 février, il annonce son départ de la TNA.

### What Culture Pro Wrestling (2016-2017)
Le 28 août à WCPW Stocked, il fait son retour à la What Culture Pro Wrestling, ainsi que son premier match en battant Doug Williams.
Le 30 novembre à WCPW Delete WCPW', il devient le nouveau champion du monde de la WCPW en battant Joseph Conners et Joe Hendry dans un Triple Threat Steel Cage match, remportant le titre pour la première fois de sa carrière.
Le 6 janvier 2017 à WCPW Lights Out, il conserve son titre en battant Bully Ray dans un No Disqualification match. Le 12 février à WCPW True Destiny, il conserve son titre en rebattant Joe Hendry, avec Martin Kirby comme arbitre spécial du match.
Le 29 avril à WCPW No Regrets, il ne conserve pas son titre, battu par Martin Kirby dans un 30-Man Royal Rumble match, ce qui met fin à un règne de 150 jours.

### Retour à la World Wrestling Entertainment (2017-...)

#### Retour àNXT, champion deNXTet blessure (2017-2018)
Le 1er avril 2017 à NXT TakeOver: Orlando, il fait son apparition dans le public et annonce à la presse avoir officiellement resigné avec la compagnie. Onze soirs plus tard à NXT, il fait son retour dans le show jaune et son premier match en battant Oney Lorcan.
Le 19 août à NXT TakeOver: Brooklyn III, il devient le nouveau champion de NXT en battant Bobby Roode, remportant le titre pour la première fois de sa carrière. Après le combat, Adam Cole, accompagné de ses deux compères de l'Undisputed Era, l'attaque.
Le 18 novembre à NXT TakeOver: WarGames, il ne conserve pas son titre, battu par Andrade "Cien" Almas, ce qui met fin à un règne de 91 jours. Après sa défaite, il souffre d'une entorse du biceps et va devoir s'absenter pendant 5 mois.

#### Retour àRaw, champion par équipes deRawavec Dolph Ziggler et diverses rivalités (2018-2019)
Le 16 avril 2018 à Raw, il fait son retour de blessure dans le roster principal en tant que Heel, quatre ans après l'avoir quitté. Lors de cette soirée, il s'allie officiellement à Dolph Ziggler et ensemble, les deux hommes attaquent Apollo Crews et Titus O'Neil.
Le 15 juillet à Extreme Rules, il aide son partenaire à conserver son titre Intercontinental de la WWE contre Seth Rollins dans un 30-Minute Iron Man match. Le 19 août à SummerSlam, bien qu'il accompagne son coéquipier, il ne peut empêcher sa défaite face à The Architect, ses tentatives d'interventions ayant été bloquées par Dean Ambrose. Le 3 septembre à Raw, les deux hommes deviennent les nouveaux champions par équipes de Raw en battant la B-Team. Le 16 septembre à Hell in a Cell, ils conservent leurs titres en battant Seth Rollins et Dean Ambrose.
Le 6 octobre à Super Show-Down, Braun Strowman et eux perdent face au Shield dans un 6-Man Tag Team match. Le 22 octobre à Raw, ils ne conservent pas leurs ceintures, battus par Dean Ambrose et Seth Rollins, ce qui met fin à un règne de 49 jours. Le 18 novembre aux Survivor Series, l'équipe Raw, dont ils font partie, bat celle de SmackDown dans un Man's 5-on-5 Traditional Survivor Series Elimination Tag Team match. Le 3 décembre à Raw, il met officiellement fin à son alliance avec Dolph Ziggler, mais perd face à ce dernier, à la suite d'une intervention extérieure de Finn Bálor. Le 16 décembre à TLC, il perd face à l'Irlandais, après une intervention extérieure de son ancien équipier.
Le 27 janvier 2019 au Royal Rumble, il entre dans le Royal Rumble match masculin en 16e position, élimine Kofi Kingston, Xavier Woods et Pete Dunne, avant d'être lui-même éliminé par Dolph Ziggler. Le 17 février à Elimination Chamber, accompagné de Bobby Lashley, il aide Baron Corbin à battre Braun Strowman dans un No Disqualification Match. Le 10 mars à Fastlane, Baron Corbin, Bobby Lashley et lui perdent face au Shield dans un 6-Man Tag Team match.
Le 7 avril à WrestleMania 35, il perd face à Roman Reigns. Le 19 mai à Money in the Bank, il ne remporte pas la mallette, gagnée par Brock Lesnar. Le 7 juin à Super ShowDown, il permet à Shane McMahon de battre le Samoan en intervenant plusieurs fois dans le match. Le 23 juin à Stomping Grounds, il reperd face à son même adversaire.
Le 14 juillet à Extreme Rules, Shane McMahon et lui perdent face à l'Undertaker et Roman Reigns dans un No Holds Barred match. Le 9 septembre, il se blesse et doit s'absenter pendant un mois.
Le 21 octobre à Raw, il faot son retour de blessure. Ric Flair lui annonce qu'il fera partie de son équipe à Crown Jewel pour faire face à l'équipe d'Hulk Hogan. Plus tard dans la soirée, il bat Ricochet. Le 31 octobre à Crown Jewel, l'équipe Flair, dont il fait partie, perd face à celle d'Hogan dans un 10-Man Tag Team Match. Le 24 novembre aux Survivor Series, l'équipe Raw, dont il fait partie, perd face à celle de SmackDown dans un Man's 5-on-5 Traditional Survivor Series Triple Threat Elimination Tag Team match, qui inclut également l'équipe NXT.

#### Vainqueur duRoyal Rumbleet double champion de la WWE (2020-2021)

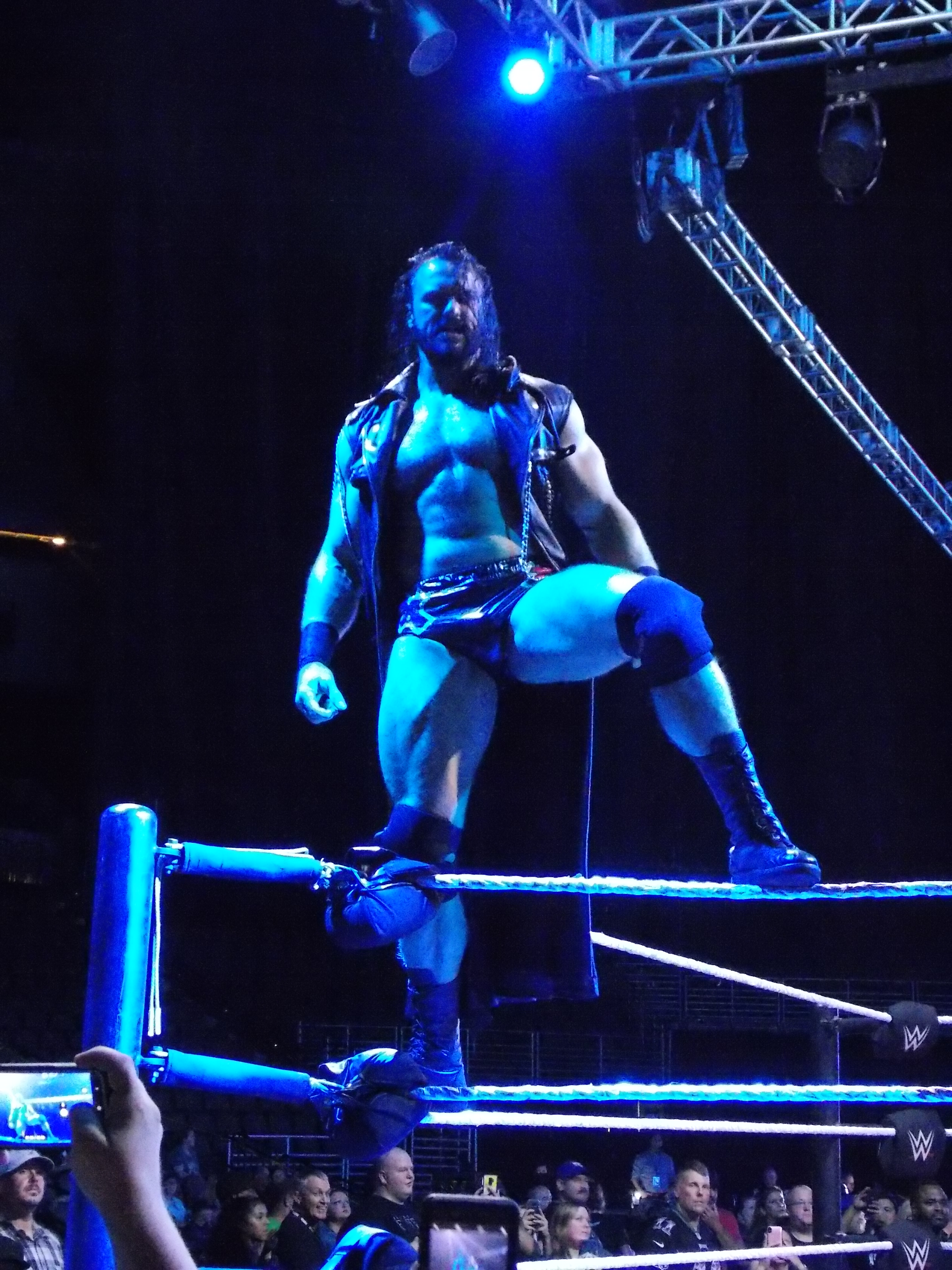
Drew McIntyre en 2019.

Le 26 janvier 2020 au Royal Rumble, il effectue un Face Turn, entre dans le Royal Rumble match masculin en 16e position et l'emporte en éliminant successivement Brock Lesnar, Ricochet, The Miz, King Corbin, Seth Rollins et Roman Reigns en dernière position. Il devient ainsi le premier catcheur écossais (et britannique) à remporter le Royal Rumble. Le lendemain à Raw, il annonce choisir officiellement Brock Lesnar comme adversaire. Plus tard dans la soirée, il bat Luke Gallows et Karl Anderson dans un 1-on-2 Handicap match. Après le combat, il se fait attaquer par The Beast qui lui porte un F-5.
Le 5 avril à WrestleMania 36, il devient le nouveau champion de la WWE en battant Brock Lesnar, remportant le titre pour la première fois de sa carrière, ce qui fait de lui le premier catcheur écossais (et britannique) à remporter ce titre. Le 10 mai à Money in the Bank, il conserve son titre en battant Seth Rollins. Le 14 juin à Backlash, il conserve son titre en battant Bobby Lashley.
Le 19 juillet à Extreme Rules, il conserve son titre en battant Dolph Ziggler. Le 23 août à SummerSlam, il conserve son titre en battant Randy Orton. Le 27 septembre à Clash of Champions, il conserve son titre en rebattant son même adversaire dans un Ambulance Match, aidé par les interventions de Big Show, Christian et Shawn Michaels.
Le 25 octobre à Hell in a Cell, il ne conserve pas sa ceinture, battu par The Apex Predator dans un Hell in a Cell match, ce qui met fin à un règne de 202 jours. Le 16 novembre à Raw, il redevient champion de la WWE, pour la seconde fois, en prenant sa revanche sur son rival dans un No Count Out & No Disqualification match. Le 22 novembre aux Survivor Series, il perd face au champion Universel de la WWE, Roman Reigns, dans un Champion vs. Champion match. Le 20 décembre à TLC, il conserve son titre en battant AJ Styles et le Miz dans un Triple Threat TLC match.
Le 31 janvier 2021 au Royal Rumble, il conserve son titre en battant Golberg. Après le combat, les deux hommes s'enlacent et célèbrent ensemble. Le 21 février à Elimination Chamber, il conserve son titre en battant AJ Styles, Sheamus, Jeff Hardy, Kofi Kingston et Randy Orton dans un Elimination Chamber Match. Après le combat, Bobby Lashley l'attaque en lui portant un Hurt Lock, le Miz utilise sa mallette sur lui, puis il ne conserve pas sa ceinture, battu par ce dernier, ce qui met fin à un règne de 67 jours. Le 21 mars à Fastlane, il bat Sheamus dans un No Holds Barred match.
Le 10 avril à WrestleMania 37, il ne remporte pas le titre de la WWE, battu par Bobby Lashley par soumission. Le 16 mai à WrestleMania Backlash, il ne remporte pas la ceinture, rebattu par son même adversaire  dans un Triple Threat match, qui inclut également Braun Strowman. Le 20 juin à Hell in a Cell, il ne remporte pas le titre, rebattu par son rival dans un Last Chance Hell in a Cell match.
Le 18 juillet à Money in the Bank, il ne remporte pas la mallette, gagnée par Big E, ayant été attaqué par Jinder Mahal, Shanky et Veer. Le 21 août à SummerSlam, il bat Jinder Mahal.

#### Draft àSmackDownet diverses rivalités (2021-2023)
Le 1er octobre à SmackDown, lors du Draft, il est annoncé être officiellement transféré au show bleu par Sonya Deville. Le 21 octobre à Crown Jewel, il ne remporte pas le titre de la WWE, battu par Big E. Le 21 novembre aux Survivor Series, l'équipe SmackDown, dont il fait partie, perd face à celle de Raw dans un Man's 5-on-5 Traditional Survivor Series Elimination Tag Team match.
Le 1er janvier 2022 à Day 1, il bat Madcap Moss. Le lendemain, il souffre d'une blessure au cou, à la suite de l'attaque de son adversaire et Happy Corbin la veille, et doit s'absenter pendant plusieurs semaines. Le 29 janvier au Royal Rumble, il fait son retour de blessure, entre dans le Royal Rumble masculin en 21e position, élimine Madcap Moss et Happy Corbin, avant d'être lui-même éliminé en dernier par le futur gagnant, Brock Lesnar. Le 19 février à Elimination Chamber, il rebat Madcap Moss dans un Falls Count Anywhere Match.
Le 2 avril à WrestleMania 38, il bat Happy Corbin. Le 8 mai à WrestleMania Backlash, RK-Bro (Randy Orton et Riddle) et lui perdent face à la Bloodline dans un 6-Man Tag Team match.
Le 2 juillet à Money in the Bank, il ne remporte pas la mallette, gagnée par Theory. Le 3 septembre à Clash at the Castle, il ne remporte pas les titres Universel  et de la WWE, battu par Roman Reigns, à la suite d'une intervention extérieure de Solo Sikoa.
Le 8 octobre à Extreme Rules, il perd face à Karrion Kross dans un Strap match. Le 5 novembre à Crown Jewel, il prend sa revanche en battant son même adversaire dans un Steel Cage match. Le 18 novembre à SmackDown, il s'allie officiellement avec les Brawling Brutes, devenant un Honorary Brute. Le 26 novembre aux Survivor Series WarGames, les Brawling Brutes (Sheamus, Butch et Ridge Holland), Kevin Owens et lui perdent face à la Bloodline dans un Man's WarGames match.
Le 28 janvier 2023 au Royal Rumble, il entre dans le Royal Rumble match masculin en 9e position, élimine Karrion Kross, Otis et Elias (avec l'aide de Sheamus) avant d'être lui-même éliminé par Gunther.
Le 2 avril à WrestleMania 39, il ne remporte pas le titre Intercontinental de la WWE, battu par Gunther dans un Triple Threat match, qui inclut également Sheamus.

#### Retour àRaw, champion du monde poids-lourds, M. Money in the Bank et rivalité avec CM Punk (2023-2024)
Le 28 avril à SmackDown, lors du Draft, il est annoncé être officiellement transféré au show rouge par Teddy Long.
Le 1er juillet à Money in the Bank, alors que Gunther vient de conserver son titre Intercontinental face à Matt Riddle, il fait son retour après 3 mois d'absence, le confronte, puis lui porte un Glasgow Kiss et un Claymore Kick Le 5 août à SummerSlam, il ne remporte pas le titre Intercontinental, battu par l'Autrichien.
Le 18 septembre à Raw, il bat Jey Uso. Après le combat, alors que son adversaire se fait attaquer par le Judgment Day, il effectue un Tweener Turn en partant sans aider le Samoan.
Le 4 novembre à Crown Jewel, il ne remporte pas le titre mondial poids-lourds, battu par Seth "Freakin" Rollins. Neuf soirs plus tard  à Raw, pendant le combat entre Cody Rhodes, Jey Uso et le Judgment Day pour les titres incontestés par équipes de la WWE, il effectue un Heel Turn en portant son Claymore kick sur le Samoan, permettant au second duo de conserver leurs ceintures. Le 25 novembre aux Survivor Series: WarGames, le Judgment Day et lui perdent face à Cody Rhodes, Jey Uso, Sami Zayn, Seth "Freakin" Rollins et Randy Orton dans un Men's WarGames match.
Le 27 janvier 2024 au Royal Rumble, il entre dans le Royal Rumble match masculin en 29e position, élimine Ricochet et Sami Zayn avant d'être lui-même éliminé par CM Punk en 27e position. Le 24 février à Elimination Chamber, il remporte le Men's Elimination Chamber match et devient aspirant no 1 au titre mondial poids-lourds à WrestleMania XL.
Le 7 avril à WrestleMania XL, il devient le nouveau champion du monde poids-lourds en battant Seth "Freakin" Rollins, remporte le titre pour la première fois de sa carrière et son quatrième titre personnel. Mais après le combat, CM Punk l'attaque et il ne conserve pas sa ceinture, battu par Damian Priest qui a utilisé sa mallette sur lui, ce qui met fin à un règne de 5 minutes. Le 15 juin à Clash at the Castle, il ne remporte pas la ceinture, rebattu par son même adversaire, à la suite d'une intervention extérieure de CM Punk.
Le 6 juillet à Money in the Bank, il remporte la mallette en battant Andrade, Carmelo Hayes, Chad Gable, Jey Uso et LA Knight. Un peu plus tard dans la soirée, il utilise sa mallette pendant le match entre Damian Priest et Seth "Freakin" Rollins pour le titre mondial poids-lourds, mais ne remporte pas la ceinture, rebattu par le premier dans un Triple Threat match qui inclut également le second. Il devient le 6e catcheur à échouer dans l'encaissement de sa mallette après John Cena, Damien Sandow, Baron Corbin, Braun Strowman et Austin Theory. Le 3 août à SummerSlam, il bat CM Punk. Le 31 août à Bash in Berlin, il perd face à son même adversaire dans un Strap match revanche.
Le 5 octobre à Bad Blood, il reperd face à son même opposant dans un Hell in a Cell match.

#### Rivalité avec Damian Priest (2025-...)
Le 1er février 2025 au Royal Rumble, il entre dans le Men's Royal Rumble match en 17e position, mais se fait éliminer par Damian Priest après 26 minutes de match. Le 1er mars à Elimination Chamber, il ne devient pas aspirant no 1 au titre incontesté, battu par John Cena dans un Men's Elimination Chamber match (éliminé par le catcheur portoricain).
Le 20 avril à WrestleMania 41, il prend sa revanche sur ce dernier en le battant dans un Sin City Street Fight match. Le 10 mai à Backlash, il ne remporte pas le titre des États-Unis, battu par Jacob Fatu dans un Fatal 4-Way match qui inclut également son rival et LA Knight.

## Palmarès
- British Championship Wrestling
  - 2 fois BCW Heavyweight Championship[146]
- Danish Pro Wrestling
  - 1 fois DPW Heavyweight Championship[147]
- Dragon Gate USA
  - 1 fois Open the Freedom Gate Championship
- Evolve Wrestling
  - 1 fois Evolve Championship
  - 2 fois Evolve Tag Team Championship avec Johnny Gargano (1) et Dustin (1)[148]
- Florida Championship Wrestling
  - 1 fois FCW Florida Heavyweight Championship
  - 2 fois FCW Florida Tag Team Championship avec Stu Sanders
- Insane Championship Wrestling
  - 2 fois ICW Heavyweight Championship
  - ICW Hall of Fame (2018)
  - ICW Award Moment de l'année (2014) - Retour surprise à "Shug's Hoose Party"
- Irish Whip Wrestling
  - 1 fois IWW International Heavyweight Championship
- Outback Championship Wrestling
  - 1 fois OCW Heavyweight Championship
- Preston City Wrestling
  - There Can Be Only One Gauntlet (2016)[149]
- Scottish Wrestling Alliance
  - 1 fois Scottish Heavyweight Championship
- Total Nonstop Action Wrestling
  - 1 fois TNA World Heavyweight Championship
  - 1 fois Impact Grand Championship[150]
  - Feast or Fired (2016 - TNA World Heavyweight Championship)
  - Global Impact Tournament (2015) avec Team International (Magnus, The Great Muta, Tigre Uno, Bram, Rockstar Spud, Khoya, Sonjay Dutt et Angelina Love)
  - TNA Joker's Wild (2016)
- Union of European Wrestling Alliances
  - 1 fois European Heavyweight Championship
- World Wrestling Entertainment
  - 2 fois Champion de la WWE
  - 1 fois Champion du monde poids-lourds de la WWE (règne le plus court)
  - 1 fois Champion de la NXT
  - 1 fois Champion Intercontinental de la WWE
  - 2 fois Champion par équipe de Raw avec Cody Rhodes (1) et Dolph Ziggler (1)
  - Vainqueur du Royal Rumble (2020)
  - Vainqueur du Elimination Chamber en 2021 et 2024
  - Mr. Money in the Bank (2024)
  - Raw's Golden Medal of Excellence (2018)[151]
  - Slammy Awards :
    - Superstar de l'année (2020)[152]
    - Superstar masculine de l'année (2020)[152]

  - 32e Triple Crown Champion
- WhatCulture Pro Wrestling
  - 1 fois WCPW World Championship[153]

## Récompenses des magazines
- Pro Wrestling Illustrated

| Année | 2008 | 2009 | 2010 | 2011 | 2012 | 2013 | 2014 | 2015 | 2016 | 2017 |
| ----- | ---- | ---- | ---- | ---- | ---- | ---- | ---- | ---- | ---- | ---- |
| Rang  | 219  | 125  | 30   | 52   | 191  | 159  | 196  | 37   | 11   | 58   |
| Année | 2018 | 2019 | 2020 | 2021 | 2022 | 2023 | 2024 |      |      |      |
| Rang  | 72   | 36   | 4    | 4    | 20   | 26   | 13   |      |      |      |

- Wrestling Observer Newsletter

| # | Résultat | Adversaire         | Évènement       | Date           | Durée | Lieu                   | Notes                                             |
| - | -------- | ------------------ | --------------- | -------------- | ----- | ---------------------- | ------------------------------------------------- |
| 1 | Défaite  | Gunther et Sheamus | WrestleMania 39 | 2 avril 2023   | 16:40 | Inglewood (Californie) | Le titre Intercontinental de Gunther était en jeu |
| 2 | Défaite  | CM Punk            | Bad Blood       | 5 octobre 2024 | 31:25 | Atlanta (Géorgie)      | La stipulation était un Hell in a Cell match      |

## Vie privée
- Après avoir grandi à Prestwick, dans l'Ayrshire, Galloway étudie à la Prestwick Academy[156] et décroche un diplôme en criminologie à l'Université calédonienne de Glasgow[157].
- Il soutient l'équipe de football des Glasgow Rangers et a songé à devenir footballeur professionnel plus jeune[157].
- En juillet 2009, Galloway se fiance avec Taryn Terrell, connue sous le nom de ring de Tiffany[158] et envisage de se marier en janvier 2010[159]. Le couple se marie à Las Vegas en mai 2010 et divorce un an plus tard[160],[161],[162].
- Le 3 novembre 2012, la mère de Galloway, Angela Anne Galloway meurt à l'âge de 51 ans[163].
- En mars 2016, il demande en mariage une certaine Kaitlyn Frohnapfel[164], le mariage a lieu en décembre de la même année[165].
- Le 2 juin 2023, Galloway a annoncé qu'il était devenu citoyen américain[166].

## Filmographie
- 2024 : The Killer's Game de J. J. Perry : Rory Mackenzie